# Testudo graeca soussensis
Sous-espèce
Testudo graeca soussensis est une sous-espèce de tortues de la famille des Testudinidae.

## Répartition
Elle est endémique du Maroc.

## Publication originale
- Pieh, 2001 : Testudo graeca soussensis, eine neue Unterart der Maurischen Landschildkröte aus dem Sousstal (Südwest-Marokko). Salamandra, vol. 36, n. 4, p. 209–222 (texte intégral).